# Zebronia phenice
Zebronia phenice là một loài bướm đêm trong họ Crambidae.